# Lugnåsasjön
Lugnåsasjön är en sjö i Mullsjö kommun i Västergötland och ingår i Göta älvs huvudavrinningsområde. Sjöns area är 0,027 kvadratkilometer och den befinner sig 246,9 meter över havet. Den 5,5 kilometer långa vandringsleden Sägnernas led passerar passerat öster om sjön. Söder om sjön ligger Lugnåsamossen.